# Wabasso (Florida)
Wabasso statisztikai település az USA Florida államában, Indian River megyében. Lakosainak száma 1627 fő (2020. április 1.).

## Népesség
A település népességének változása:
| Lakosok száma | 918  | 609  | 1627 |
|               | 2000 | 2010 | 2020 |